# 1-я румынская добровольческая пехотная дивизия имени Т. Владимиреску
1-я румынская добровольческая пехотная Краснознамённая Дебреценская дивизия имени Тудора Владимиреску (рум. Divizia Tudor Vladimirescu, также известна как дивизия «Тудор Владимиреску») — соединение (дивизия) РККА, позднее ВС Румынии, укомплектованная из румынских военнопленных и воевавшая в составе 2-го Украинского фронта в Румынии, Венгрии и Чехословакии.
Названа в честь румынского и валашского национального героя, который возглавлял несколько антитурецких восстаний. Полное наименование после Великой Отечественной войны — 1-я Краснознамённая Дебреценская румынская добровольческая пехотная дивизия имени Тудора Владимиреску. Её солдаты и офицеры назывались пандурами.
На такой же основе в СССР была сформирована и 2-я румынская добровольческая пехотная дивизия «Хория, Клошка ши Кришан».

## История
2 февраля 1943 г. группа пленных румынских солдат обратилась к Советскому правительству с просьбой предоставить им возможность сражаться добровольцами вместе с Красной Армией, а в августе конференция румынских военнопленных уполномочила нескольких из них обратиться к И. В. Сталину за разрешением сформировать добровольческий легион. Военнопленных поддержали румынские коммунисты, находившиеся в эмиграции в СССР. 4 октября 1943 г. Государственный Комитет Обороны принял постановление о формировании 1-й румынской добровольческой пехотной дивизии. Несколько позже ей присвоили имя румынского национального героя Тудора Владимиреску. Формировалась дивизия в Селецких лагерях под Рязанью по гвардейскому штату. — С. М. Штеменко. Генеральный штаб в годы войны.
4 октября 1943 года Государственный комитет обороны принял постановление о формировании 1-й румынской добровольческой пехотной дивизии. Позднее ей было присвоено почётное наименование имени Тудора Владимиреску. В дивизию набирали добровольцев из румынских военнопленных, которые попали в советский плен в ходе боёв на южных участках советско-германского фронта. Эти военнопленные размещались в Селецких лагерях для военнопленных, и некоторые из румынских пленников были надзирателями над пленными немцами. В западных источниках утверждается, что вступить в дивизию было лучше, чем остаться и находиться в лагерях военнопленных. Это можно объяснить тем, что в разгар войны созданным на советской территории иностранным соединениям и частям предоставлялись лучшее по тому времени вооружение, добротное обмундирование и такое же, как в войсках Красной Армии, питание.
По словам ветеранов, форму им сшили румынского образца из английского сукна, но с эмблемой «ТВ» (Тудор Владимиреску), командиры же ходили в красноармейских кителях и галифе, однако с румынскими погонами.
Командиром дивизии был назначен полковник Николае Камбря, который до попадания в плен в 1942 году командовал 5-й пехотной дивизией. Заместителем командира дивизии был назначен майор Мирча Хаупт (Mircea Haupt), начальником штаба дивизии — подполковник Якоб Теклу (Iacob Teclu), заместителем командира дивизии по культпросветработе был назначен полковник Лаврентий Тульчану, врио начальника информационного отдела (СМЕРШ) — майор Иван Лавров. В дивизии насчитывалось около 9000 человек, среди командного состава было 159 офицеров РККА. Дивизия не была переброшена на фронт сразу, поскольку необходимо было обучить и подготовить личный состав к совместным действиям, а не по политическим мотивам, как это указывается в западных источниках: политически подготовить солдат к битве и объяснить, за какую Румынию они сражаются.

В составе 2-го Украинского фронта находилась 1-я добровольческая румынская дивизия им. Тудора Владимиреску. Интересна история её создания. 2 февраля 1943 г. группа пленных румынских солдат и офицеров обратилась к Советскому правительству с просьбой о предоставлении им возможности пойти добровольцами на войну против фашизма. Государственный Комитет Обороны удовлетворил просьбу румынских антифашистов. Было решено сформировать на территории СССР добровольческую дивизию, которой было присвоено имя Тудора Владимиреску, национального героя Румынии. Тудор Владимиреску в период русско-турецкой войны 1806—1812 гг. вместе с русскими сражался против турок, командуя добровольческим отрядом румын. В 1821 г. в Валахии он возглавил народное восстание против крупных землевладельцев и турецкого гнёта. В ходе восстания был убит.

Части дивизии формировались на территории Рязанской области. Командовал дивизией полковник Н. К. Камбря, начальником штаба дивизии был полковник Я. В. Теклу. К 10 августа в дивизии насчитывалось 9587 солдат и офицеров. … Это было вполне боеспособное соединение. Румынские добровольцы горели желанием совместно с советскими воинами принять участие в освобождении своей страны от немецко-фашистских захватчиков.— Освобождение Юго-Восточной и Центральной Европы войсками 2-го и 3-го Украинских фронтов 1944—1945.
К концу марта 1944 года части дивизии были сформированы и вооружены, личный состав дивизии (9589 человек — 895 офицеров, 4379 сержантов и 4315 рядовых) завершил обучение.
На протяжении всей войны в штате дивизии существовал отдел военного духовенства (как и в румынской армии) в составе 4-х священников из числа бывших военнопленных, окончивших румынские духовные семинарии и рукоположенных в сан Московским митрополитом. Священник 1-го полка капитан Константин Винтил «за отвагу и верность воинскому долгу» награждён медалью «За боевые заслуги».
31 марта 1944 дивизия была отправлена по железной дороге в распоряжение командующего 2-м Украинским фронтом.
По состоянию на 1 апреля 1944 года, на вооружении дивизии имелось 12 шт. 122-мм гаубиц, 20 шт. дивизионных 76-мм орудий, 12 шт. полковых 76-мм орудий, 48 шт. противотанковых 45-мм орудий, 21 шт. 120-мм миномётов, 83 шт. батальонных 82-мм миномётов, 56 шт. 50-мм миномётов, 212 шт. противотанковых ружей, 111 шт. станковых пулемётов, 494 шт. ручных пулемётов, 2116 шт. пистолетов-пулемётов, 5244 шт. винтовок и карабинов, 858 шт. револьверов и пистолетов. Также в дивизии имелось 98 грузовых, 6 легковых и 17 специальных автомашин, 44 тягача, 4 мотоцикла и 59 радиостанций.
Сосредоточившись в районе Дзыговки, части дивизии продолжали боевую подготовку.
В августе 1944 года дивизия отправилась в направлении Румынии. 29 августа провела первый бой в составе 2-го Украинского фронта южнее города Васлуй. В районе сёл Делены и Сфынту Георге на её второй эшелон наткнулись выходившие из окружения немецкие солдаты, пытавшиеся прорваться из кольца советских войск. В ходе стычки несколько десятков румын было убито и ранено, пропало без вести.
31 августа 1944 года войска 2-го Украинского фронта вступили в Бухарест, а 3 сентября на американских «студебеккерах» въехала и дивизия имени Тудора Владимиреску. Когда она двигалась по улицам города, население радостно выбегало навстречу ей с цветами. После переворота было объявлено, что все румынские солдаты, которые прекратят воевать в составе Вермахта и перейдут на сторону королевской армии Румынии, будут амнистированы. Дивизия участвовала в боях с немцами и венграми в Трансильвании, а также Венгрии и Словакии. Дошла до города Дебрецен, в боях за который потеряла около половины личного состава, после чего была выведена в тыл. За мужество и храбрость личного состава, проявленные в освобождении Восточной Европы, была награждена Орденом Красного Знамени.
8 ноября 1945 года дивизия участвовала в подавлении антикоммунистической демонстрации в Бухаресте.

## Состав
Дивизия формировалась по гвардейскому штату, и в её состав входили:
- управление (штаб);
- стрелковый полк;
- стрелковый полк;
- стрелковый полк;
- артиллерийский полк;
- отдельный истребительно-противотанковый дивизион;
- зенитная артиллерийская батарея;
- разведывательная рота;
- сапёрный батальон;
- отдельный батальон связи (отдельная рота связи);
- медико-санитарный батальон;
- отдельная рота химзащиты;
- отдельная автотранспортная рота;
- полевая пекарня;
- дивизионный ветеринарный лазарет;
- полевая почтовая станция;
- полевая касса Госбанка.

## Командование
- Полковник Николае Камбря[5] (15 ноября 1943 — 1 октября 1944)
- Полковник Мирча Гаупт (2 октября 1944 — 30 января 1945)
- Полковник Якоб Теклу (31 января — 10 марта 1945)
- Полковник Мирча Гаупт (11 — 25 марта 1945)
- Полковник Якоб Теклу (1945—1947)
- Подполковник Семён Савельевич Пискушков (1942-1945)

## Знаки отличия
- Почётное наименование «Дебреценская», за героизм и мужество личного состава, проявленный в Дебреценской операции.
- Орден Красного Знамени, за героизм и мужество личного состава, проявленный в Дебреценской операции.

## Известные военнослужащие дивизии
- А. М. Лазарев — министр народного образования, секретарь ЦК КП МССР[4];
- А. Ф. Форш — заместитель председателя Совета министров Молдавской ССР[4];